# Rivière de Blanc-Sablon
Rivière de Blanc-Sablon är ett vattendrag i Kanada.   Det ligger i provinsen Québec, i den östra delen av landet, 1 500 km öster om huvudstaden Ottawa.